# 共和国勲章 (中華人民共和国)
共和国勲章（きょうわこくくんしょう、共和国勋章、拼音: Gònghéguó Xūnzhāng）は、中華人民共和国の勲章である。

## 歴史
2015年8月24日、第12期全国人民代表大会常務委員会第16回会議に提出された「国家勲章と国家栄誉称号法草案」は、国家勲章と国家栄誉称号は国家の最高栄誉として、中華人民共和国主席が全国人民代表大会常務委員会の決定に基づき授与すると定めている。草案では、第3条で国家が「共和国勲章」を設立することが規定されていた。同法は2016年1月1日に施行された。

## 受章資格
共和国勲章は、中国の特色ある社会主義建設と国家防衛において重要な貢献と卓越した功労があり、道徳と人格に優れ、一般大衆が認めた傑出した人士に授与する。

## 受章者
| 受章者 | 生没年                   | 主な業績                                                                                     | 受章日期      |
| ------ | ------------------------ | -------------------------------------------------------------------------------------------- | ------------- |
| 于敏   | 1926年8月 —2019年1月     | 中国の「水爆の父」といわれる核物理学者。中国科学院の院士。                                   | 2019年9月29日 |
| 申紀蘭 | 1929年12月 —2020年6月    | 中国共産党平順県委員会副書記。第一回から第十三回の全国人民代表大会代表。                     | 2019年9月29日 |
| 孫家棟 | 1929年4月                | 科学者。ロケットおよび人工衛星技術の専門家。中国科学院の院士。                               | 2019年9月29日 |
| 李延年 | 1928年11月               | 1945年から解放戦争に従軍し、多くの戦役・戦闘に参加した「老革命軍人」。                       | 2019年9月29日 |
| 張富清 | 1924年12月 —2022年12月   | 元軍人。1955年に退役後、自分の勲功を周囲に知らせないように、貧困地域の振興に生涯をささげる。 | 2019年9月29日 |
| 袁隆平 | 1930年9月 —2021年5月22日 | 中国の「ハイブリッド水稲の父」といわれる農業科学研究者。中国工程院の院士。                   | 2019年9月29日 |
| 黄旭華 | 1926年3月                | 中国の「原子力潜水艦の父」といわれる研究者。中国工程院の院士。                               | 2019年9月29日 |
| 屠呦呦 | 1930年12月               | 医学者。アルテミシニンの発見者。2015年にノーベル医学生理学賞を受賞した。                     | 2019年9月29日 |
| 鍾南山 | 1936年10月               | 医学者。中国の呼吸器疾患研究分野におけるリーダー。中国工程院の院士。                         | 2020年9月8日  |